# Voo VASP 168
O Voo VASP 168 foi uma rota aérea doméstica operado pela VASP, tendo como origem a cidade de São Paulo e como destino Fortaleza, Ceará, Brasil. Ficou internacionalmente conhecido pelo acidente aéreo ocorrido em 8 de junho de 1982 em que um Boeing 727-200 chocou-se contra a Serra da Aratanha no território do município de Pacatuba no estado do Ceará, enquanto fazia a aproximação para pousar no aeroporto Pinto Martins, na vizinha Fortaleza.
Todos os 137 ocupantes do Boeing morreram na colisão, fazendo com que este seja um dos mais graves acidentes da aviação comercial brasileira, superado em número de mortos apenas em 2006 com o Voo Gol 1907, na Serra do Cachimbo e em 2007, pelo Voo TAM JJ 3054, em São Paulo.
O comandante pediu para deixar o nível de cruzeiro a aproximadamente 253 km de Fortaleza, quando pelas cartas de navegação utilizadas para a aproximação ao Aeroporto Pinto Martins deveria fazê-lo a 159 km. Tanto o controle de tráfego quanto o seu auxiliar não questionaram o motivo de descer tão longe. Ao estabilizar na altitude autorizada pelo tráfego, já dava para ver as luzes da capital cearense. Foi quando o co-piloto disse: "Não tem uns morrotes aí na frente?". Nesse momento, o Boeing da VASP já sobrevoava a região de Pacatuba. Seis alarmes de alerta de colisão soaram na cabine, mas o piloto os ignorou. E às 02h45, o Boeing 727 se chocou e explodiu contra a Serra de Aratanha sem deixar sobreviventes.
Entre as vítimas conhecidas estava Edson Queiroz, empresário cearense proprietário de um grande grupo empresarial com atuação em vários estados brasileiros (Grupo Edson Queiroz), e do Sistema Verdes Mares, que detém a TV Verdes Mares, afiliada da Rede Globo na capital cearense, além de emissoras de rádio no Ceará e em outros estados.

## Aeronave
O avião era um Boeing 727-200, com matricula PP-SRK com 32 metros de comprimento e 46 metros de envergadura, pesava 86 toneladas, com uma capacidade de 138 a 189 pessoas; foi um dos aviões mais vendidos e potentes produzidos pela Boeing em sua época, já que ele possui 3 motores que garante um ótimo desempenho durante o voo.

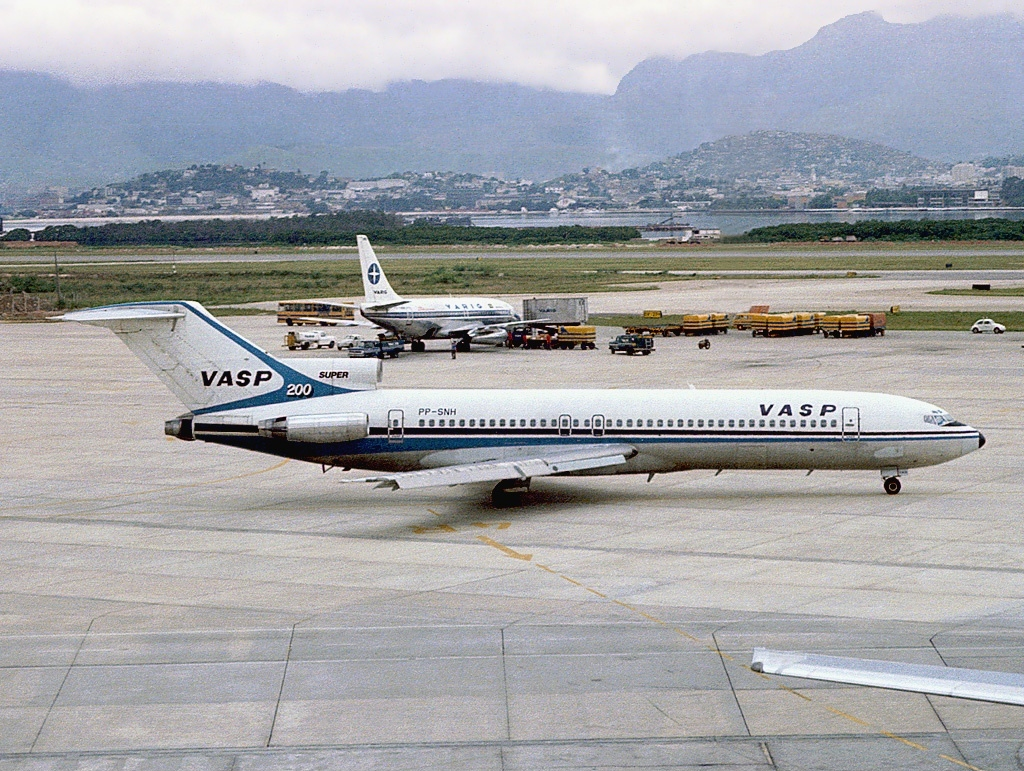
Um Boeing 727 similar ao Sierra-Romeu-Kilo

O avião em questão estava no Brasil há dois anos quando sofreu o acidente, foi construído pela Boeing em 1977, sendo o número 1282 na linha de montagem e voou pela primeira vez no dia 23 de julho do mesmo ano. A aeronave estava com a manutenção em dia e o certificado de voo estava em situação regular.
O avião foi vendido pela Boeing para a companhia Singapore Airlines, que ficou com ele por menos de 3 anos até vende-lo para a empresa de leasing ILFC, em junho de 1980. Essa empresa decidiu arrenda-lo para a VASP enquanto ela aguardava a entrega de suas próprias unidades já encomendadas, onde operou por menos de dois anos até sofrer o acidente. O PP-SRK deveria ter sido devolvido no mês de outubro do ano do desastre.

## Tripulação e Passageiros

### Tripulação
A tripulação era composta por 9 profissionais sendo eles dois pilotos, 1 engenheiro de voo e 6 comissários. No cockpit estavam:
O comandante era Fernando Antônio Vieira de Paiva, 43 anos, natural de Caxambu, Minas Gerais e o membro mais antigo da tripulação. Funcionário da VASP desde de 1961 e piloto desde 1959, acumulando até 17 mil horas de voo. Era descrito como um homem calmo, que resolvia os problemas com tranquilidade e piloto experiente. Documentos e relatos mostram que o comandante Vieira, como ele era chamado, estava passando por graves problemas pessoais e financeiros, além de muito estresse pelo excesso de horas que ele vinha voando. Fernando estava se separando de sua segunda esposa e se preparava para o terceiro casamento. Naquele voo, tinha uma companheira dele e que, inclusive, esta viajava com uma passagem que ele havia especialmente pedido para ela na empresa para aquela data porém, não se sabe seu nome nem se isto é realmente verdade. O comandante Vieira comentava que iria se aposentar após mais um ou dois anos de serviço. Além disso, tinha uma dívida de 4 milhões de cruzeiros que venceria dias após o acidente e estava passando por dificuldades financeiras, por isso, era um dos que mais voava na VASP - naquele tempo a empresa pagava, além do salário, uma comissão por cada voo. 
O copiloto era Carlos Roberto Duarte Barbosa, 28 anos, casado e natural de Porto Alegre. Funcionário desde 1980 e já contava com dois anos de experiencia em um 727. Um detalhe chama atenção. No dia do desastre, Carlos estava voltando ao serviço após ter sido suspenso de suas atividades pela VASP por ter “tomado” o controle do avião do comandante de um outro voo no que foi entendido, na época, como uma atitude de insubordinação. 
A bordo também estava o engenheiro de voo José Erimar de Freitas, 31 anos. Erimar era natural do Ceará, era casado e era pai de duas filhas – a mais nova tinha apenas um mês de idade. Entrou na Vasp como mecânico de manutenção e já tinha sido piloto e instrutor, com uma experiencia de 279 horas de voo.
Abaixo lista-se a experiencia dos tripulantes:
Horas do Piloto
Nas últimas 24 horas: 03h43 - Nos últimos 30 dias: 76h34 - Como IP: 7.684h - Em um 727: 951h - Totais = 15.767h
Horas do Copiloto
Nas últimas 24 horas: 03h43 - Nos últimos 30 dias: 53h32 - Como IP Sem dados - Em um 727 3.374h - Totais = 5.324h

### Passageiros
Abordo estavam 128 passageiros que, somados aos 9 tripulantes, totalizavam 137 pessoas abordo.
Entre os passageiros estava Edson Queiroz, empresário conhecido e influente no Ceará, então proprietário do Grupo Edson Queiroz, da qual faz parte a TV Verdes Mares, filiada da Rede Globo. Além de Edson, estavam a bordo um grupo de empresários que voltavam da 27ª Fenit em São Paulo com muito sucesso e ainda comemoravam.

Edson Queiroz, empresário cearense. Era um dos passageiros do PP-SRK

## Histórico do Voo
O PP-SRK, decolou da pista 16L (hoje, 17L) do Aeroporto de Congonhas, em São Paulo, no dia 7 de junho de 1982, por volta das 22h53 e seguiu para o Aeroporto do Galeão, no Rio de Janeiro, cumprindo a rota regular Vasp 168, onde fez uma escala. De lá ele decolou às 0h12 do dia 8 de junho e seguiu para Fortaleza, no Ceará, onde deveria ter pousado no Aeroporto Pinto Martins.
Na época, o DAC (Departamento de Aviação Civil) anunciou o VEN (Voos Econômicos Noturnos), que se tratavam de linhas regulares com alta demanda e descontos de até 30% no preço das passagens. A maioria das companhias aéreas (na VASP não foi diferente), aderiu à pratica por seu baixo custo e maior atratividade. O voo VP 168 era uma dessas rotas.
Foi um voo tranquilo e nada de anormal foi relatado pela tripulação, o clima estava calmo, limpo, sem formações de nuvens pesadas e a visibilidade era boa nos arredores de Fortaleza, embora havia uma leve garoa em Fortaleza. Um voo de rotina que tanto para o comandante, quanto para o copiloto.

### Aproximação e Colisão
O Boeing 727-200 tinha sua proa virada para a capital do estado de Ceará, apenas 140 milhas de seu destino. No Cockpit estava o Comandante Vieira, o Copiloto Carlos Barbosa e o engenheiro José Erimar. O som onisciente dos motores é gravado pelo CVR como pano de fundo.
Pelas janelas já era possível ver as luzes da cidade se estender como um tapete até a linha do horizonte. O Comandante consultou seus instrumentos e disse: “130 milhas, vamos descer”.
Às 2h25 da manhã, o copiloto Barbosa entrou em contato com a Torre de Controle de Fortaleza e pede permissão para iniciar sua descida: “É o Vasp 168 para a descida, nível 330”. O controlador então pergunta se eles estavam a noventa milhas de distancia e o copiloto responde: “140 milhas”.
A torre autorizou o avião descer até o nível FL 050 (5 mil pés) e pediu que a tripulação entrasse em contato ao cruzar 10 mil pés de altitude. Ao atingir a altitude autorizada pelo controle de tráfego, o Comandante tinha clara visão das luzes da cidade. Vieira continuou descendo sem perceber a existência de uma colossal muralha no caminho: a Serra da Aratanha. Contrariando as recomendações da Torre de Controle de Fortaleza, o Comandante continuou descendo enquanto tinha os olhos pregados nas luzes da cidade logo abaixo.
De repente, o alerta de altitude apitou. Pensando que tudo estava sob controle, o comandante ignora e desliga o alerta. Ao mesmo tempo, alguém continuava assobiando calmamente.
O Copiloto suspeita que algo está errado e pergunta: “Dá para ver que tem um morro aí na frente?”. O Comandante não entende o que foi dito e pede para ele repetir. Barbosa repete a pergunta e Vieira, distraído com os próprios instrumentos, não respondeu nem que sim e nem que não. O engenheiro começa a avisá-lo da existência da Serra. O alarme soa, novamente. Apenas 6 segundos depois, às 02h45 o avião colidiu, matando instantaneamente todos os 137 ocupantes. O CVR captou o som do impacto e o grito de um dos tripulantes.

"Copiloto: Dá para ver que tem um morrote aí na frente?
Comandante: Hein? [pausa] O que?... Tem o Que?
Copiloto: Um morrote aí não?
Engenheiro de Voo: Tem um morro...
(Alarme)
(Som de Impacto)
(Grito)
(Fim da Gravação)"

— Momentos finais da gravação da Caixa Preta do PP-SRK
O local da queda foi a Serra da Aratanha, nos arredores de Pacatuba, Região Metropolitana de Fortaleza, capital do estado brasileiro de Ceará. Alguns moradores foram acordados pelo som estrondoso do impacto e, ao sair de suas casas, viram as chamas no alto da Serra. Um homem que morava próximo do local, disse que viu um dos motores da aeronave despencar no quintal de sua casa, em chamas, ainda funcionando.

## Descoberta do acidente
Assim que o dia amanheceu, curiosos subiram a serra para saber o que havia causado tamanho barulho e acabaram se deparando com um cenário de guerra: o avião havia se partido em centenas de pedaços que ficaram espalhados por uma grande área, o chão e tudo ao redor estavam completamente carbonizados, boa parte dos destroços retorcidos e fumegantes da aeronave estavam em uma cratera aberta pela violência do impacto. Pedaços de corpos, bagagens e objetos pessoais estavam por toda parte e havia o que jornalistas da época descreveram como “uma árvore de natal sinistra”, pois haviam restos mortais das vítimas pendurados nos galhos de uma árvore como enfeites natalinos.

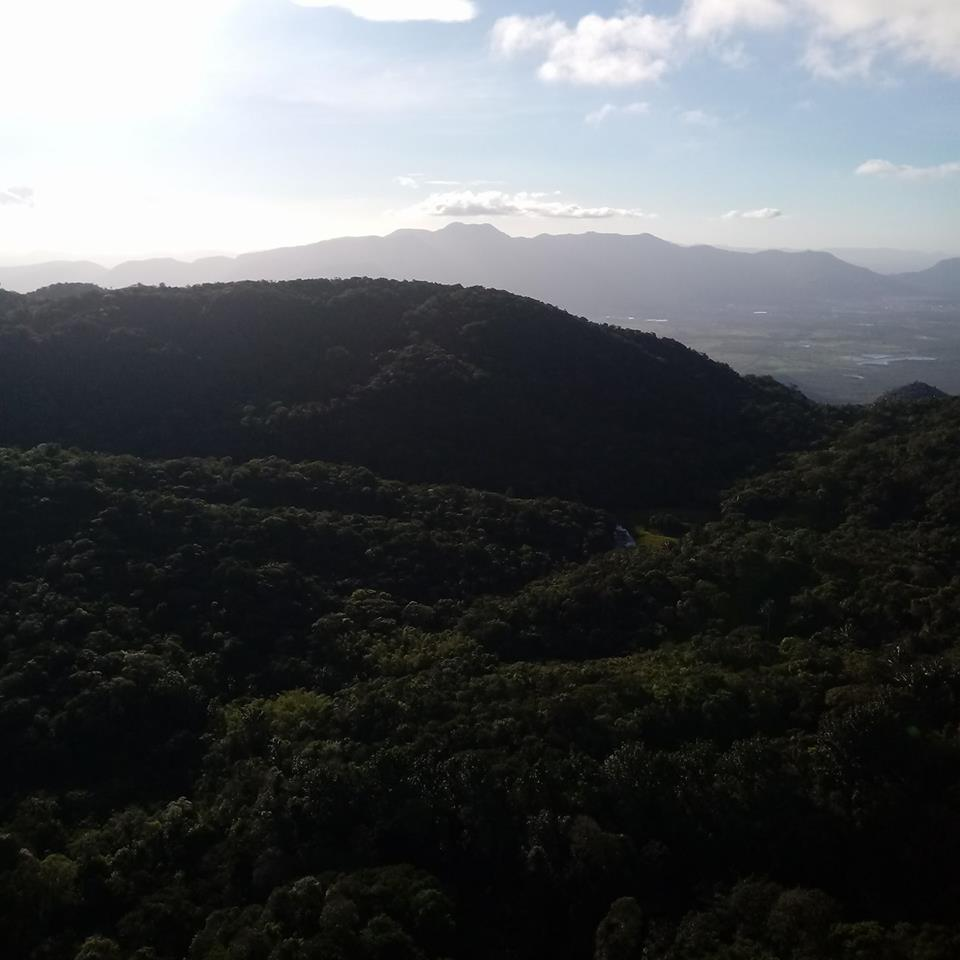
Vista da Serra da Aratanha, Pacatuba. Este foi o local da colisão do PP-SRK.

Sangue pingava dos galhos como se fossem gotas d’água após a chuva. O forte calor da explosão fez com que houvesse uma espécie de “fusão” entre os corpos, roupas e destroços. O local era de difícil acesso, tão íngreme que as pessoas que se aventuram a subir a serra, o fizeram hora usando as mãos e hora se equilibrando em pedras.
Graças ao terreno extremamente acidentado, era impossível pousar normalmente um helicóptero, seja para trazer mantimentos, pessoal ou ferramentas; ou para resgatar os corpos das vítimas. Os bombeiros desciam por cabos lançados dos helicópteros e começavam a abrir espaço necessário para trabalhar em meio a vegetação.
O resgate começou por volta das 7 horas da manhã e continuou por mais dois dias; uma hora mais tarde, o Estádio Municipal de Pacatuba – localizado mais ou menos 10 quilômetros do local do acidente, já servia de base de apoio às equipes que trabalhavam em Aratanha.
O Corpo de Bombeiros contou com a ajuda da Polícia Militar do Ceará e da Força Aérea Brasileira que sobrevoou a área com 4 helicópteros.

### Furtos
Muitos se aproveitaram da tragédia e saquearam os pertences das vítimas. Pessoas foram vistas saindo da mata com joias, dinheiro e sacolas que pertenciam aos passageiros. Uma das testemunhas relatou:
(...)“Aqui e ‘acolá’, passava uma pessoa com um relógio. Dinheiro levaram muito. Vinham trocar no banco, mas chegou um ponto que não quiseram mais receber, por que o dinheiro vinha num mau cheiro muito grande.”
Um homem chegou a ser preso com uma sacola, onde carregava uma mão amputada de um dos passageiros, em cujo dedo anelar estava um anel brilhante. Boatos diziam que até barra de ouro encontraram nos destroços, mas os objetos mais roubados eram menos impressionantes: cigarros, roupas e outras quinquilharias. Muitos destroços do avião foram recolhidos e vendidos em praça pública, em Pacatuba, como “lembranças” da tragédia. Isso atraiu muitas críticas e soldados da Aeronáutica armados passaram a fazer guarda nos destroços.

### Identificação dos Corpos
Uma multidão se reuniu nas arquibancadas do estádio onde rezavam; os familiares chegavam, emocionados, no IML na esperança de identificar os corpos de seus entes queridos. Os médicos legistas declaram que era impossível identificar as vítimas, levando-se em conta o estado em que os corpos estavam e devido a dificuldades de tecnologia na época, então as mortes deveriam ser decretadas pela justiça como “mortes presumidas”. Muita gente que acompanhava o resgate desmaiava. Somente duas pessoas puderam ser identificadas, graças as impressões digitais da mão esquerda. A essa altura, 80% dos restos que poderiam ser recolhidos já estavam no IML, mas não pesavam mais que 300 kg, sendo que deveriam ter sido resgatado pelo menos 8 toneladas, levando em conta o peso corporal de cada uma das 137 vítimas. Pequenos fragmentos humanos continuaram sendo achados nas semanas seguintes ao acidente, mas acabaram sendo enterrados no próprio local do desastre.

## Repercussão

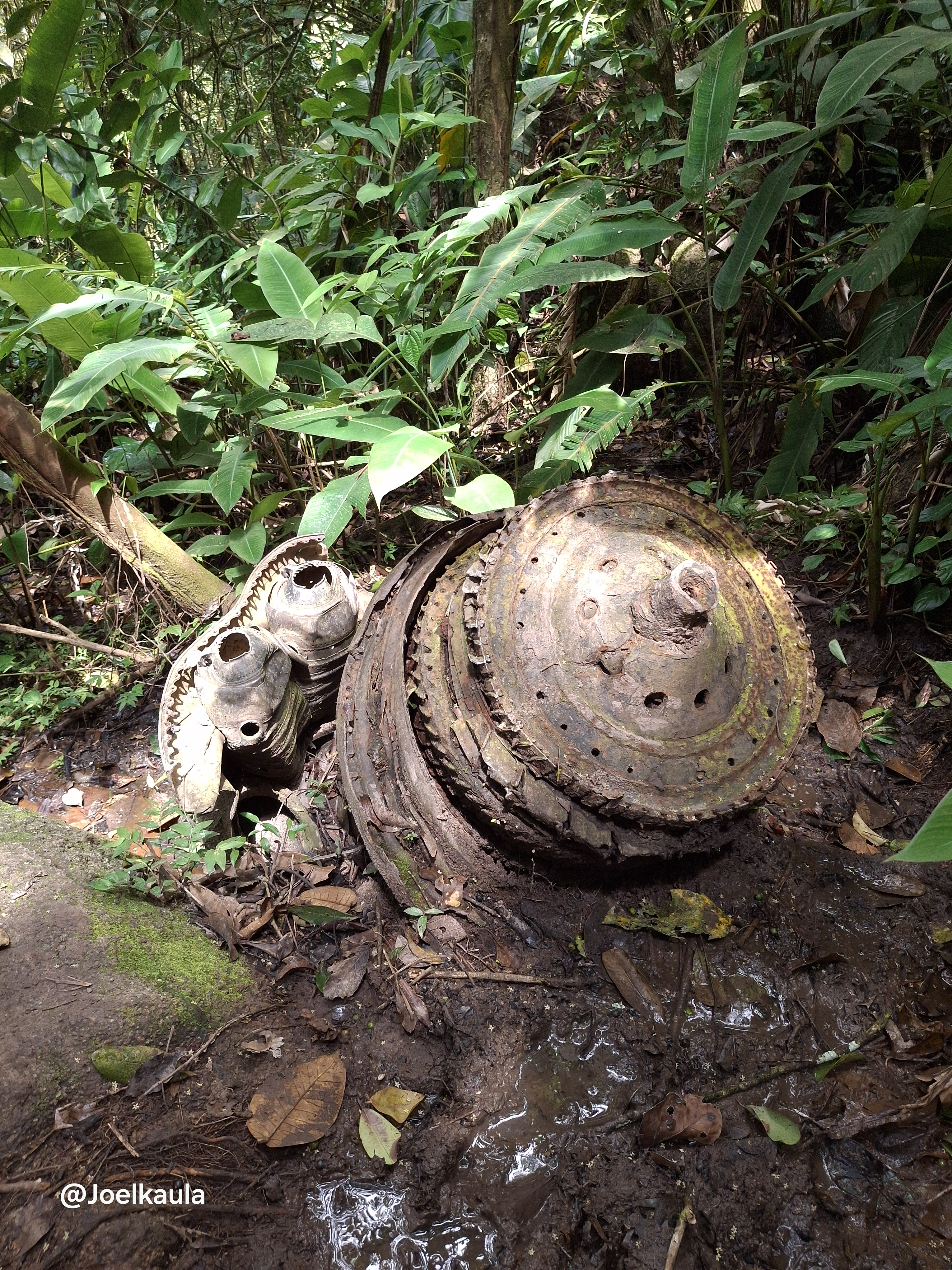
Parte da turbina do Boeing 727 de prefixo PP-SRK da VASP ainda presente próximo ao local do acidente.

O desastre teve impacto imediato na mídia. Jornais de todo o Brasil e jornais internacionais noticiavam a tragédia na Serra da Aratanha. Por todo o país, as pessoas desistiam de suas viagens ao tomar conhecimento da catástrofe. Uma equipe de jornalistas enfrentou uma hora de caminhada até o local do desastre, no caminho encontrou pessoas que vinham na direção oposta, apavoradas pelo que tinham acabado de ver; além de policiais e bombeiros exaustos pelo árduo trabalho de resgate. As câmeras das equipes de reportagem  gravaram restos dos corpos e pedaços de metal retorcidos e fumegantes.

## Investigação
As investigações foram conduzidas pelo CENIPA e o relatório final foi concluído em 6 de agosto de 1982. Foi assinado pelo Coronel Aviador Milton Naranjo, na época, chefe do CENIPA.

### Especulações
Pilotos da VASP aproveitaram o momento do acidente para denunciar as péssimas condições de trabalho, como jornadas exaustivas e absurdas, salários muito baixos e outras irregularidades.
No mesmo dia da tragédia, o Sindicato Nacional dos Aeronautas anunciou que uma comissão de pilotos iria encaminhar ao governador de São Paulo (estado onde era sediada a empresa) um pedido para o imediato afastamento da diretoria da Vasp. O presidente da empresa foi duramente criticado no Sindicato dos Aviadores e acusado de negligenciar as condições que seus funcionários estavam submetidos.
O Vasp 168 era o segundo acidente que a companhia se envolvia em 15 dias. Em 24 de maio do mês anterior, um de seus Boeing 737 havia se partido ao meio durante um pouso em Brasília que custou a vida de mais dois passageiros. De tão próximos foram os acidentes, as caixas-pretas foram enviadas juntas aos Estados Unidos para serem analisadas. A revista IstoÉ divulgou que o acidente em Brasília foi causado pelo que chamou de “pouso duro” e que o piloto havia se apresentado ao departamento médico da Vasp antes do acidente, dizendo que não se sentia bem há dias, mas mesmo assim a empresa o manteve em serviço.
O Comandante Vieira trabalhava mais horas que a maioria de seus colegas, mas suas jornadas de trabalho estavam dentro do exigido por lei. Além disso, nos dois dias anteriores ao desastre, tanto o comandante quanto o copiloto não haviam trabalhado. O oficial da aeronáutica no comando das operações, o Brigadeiro Valdir de Vasconcelos, já havia rebatido, que o acidente teria sido causado por estresse da tripulação. Para o Brigadeiro, o Sindicato estava usando o desastre para obter aumentos salariais.

### Conclusão e Recomendações
O relatório final atribuiu, exclusivamente, a falha humana como causa da tragédia. Foi listado uma série de erros cometidos pela tripulação nos momentos que antecederam a tragédia:
1. Deficiente planejamento para a descida;
2. Descumprimento das regras de trafego aéreos, não observância da altitude mínima recomendada.
3. Indisciplina no Cockpit;
4. Descumprimento de normas operacionais da empresa.
O relatório faz diversas recomendações, tais como:
1. Atenção dos pilotos ao planejar sua descida;
2. Cumprimento das regras de trafego aéreo;
3. Cumprimento das regras operacionais da empresa, visando a maior segurança e a padronização dos procedimentos operacionais do voo;
4. Melhor treinamento das empresas aos tripulantes a respeito de
planejamento e execução de procedimentos operacionais;
5. Responsabilidade e prudência da tripulação. O relatório ainda contém uma advertência:
(...)“Todo aquele que, por estar em posição hierárquica
superior, despreza o assessoramento, não só está sujeito
a maior índice de erro como também demonstra
incapacidade para trabalho de grupo”

- Relatório Final "PP-SRK", 1982 
O relatório ainda recomenda que o piloto que estiver a nível hierárquico inferior deve ter o direito e obrigação de intervir na condução do avião, toda vez que a segurança do voo estiver comprometida.

## Legado
O acidente com o Vasp 168 foi o maior acidente aéreo do Brasil, até ser superado, em 2006, pela queda do Voo Gol 1907 na Serra do Cachimbo. Continua sendo o acidente mais mortal envolvendo um avião Boeing 727-200. Sua história foi contada em um episódio da série canadense Mayday! Desastres Aéreos. Até hoje há destroços do avião espalhados pela serra, o acidente acabou atraindo turistas do Brasil inteiro que, ao chegar na cidade, costumam apontar para os picos da encosta e perguntar: “foi aqui que caiu o avião?”. Curiosos se aventuram na mata para ver o local exato da tragédia, na esperança de encontrar alguma parte do Boeing. Os moradores da região encomendaram uma cruz de ferro em memória das 137 vidas que ali foram perdidas.